# Festival Internacional de Cinema de Sant Sebastià 1962
La 10a edició del Festival Internacional de Cinema de Sant Sebastià va tenir lloc entre el 8 i el 18 de juny de 1962. Novament es van produir crítiques per la qualitat de les pel·lícules en concurs i el nombre de pel·lícules en concurs es va reduir a catorze. Tot i així, van visitar el festival Emilio Fernández, Aurora Bautista, Arthur Penn i Anne Bancroft.
La primera pel·lícula exhibida fou Pueblito d'Emilio Fernández, després d'una recepció a l'ajuntament oferta per l'alcalde, Nicolás Lasarte Arana, el director general de Cinematografia Jesús Suevos Fernández-Jove i el director de l'Instituto de Cultura Hispánica Gregorio Marañón Moya. El dia 11 es va exhibir Cape Fear de J. Lee Thompson alhora que se celebrava el VII Congrés de la Federació Internacional d'Autors de Films, Paracinema i Televisió, després del qual la SGAE els va oferir un esmorzar president pel delegat de la societat, Jesús María de Arozamena, José López Rubio i César Fernández Ardavín. El dia 12 es van exhibir les dues pel·lícules argentines (Hombre de la esquina rosada i La fusilación) i les dues alemanyes (Finden Sie, daß Constanze sich richtig verhält? i Die Parallelstrasse), el dia 13 foren exhibides L'isola di Arturo i La Dénonciation, el dia 14 l'espanyola El sol en el espejo, el dia 15 Le Soleil dans l'œil i Nit de malson, el 17 es van exhibir El millor amant del món i Die Parallelstrasse. El dia 18 es van exhibir Senilità, El miracle d'Anna Sullivan i Hombre de la esquina rosada i es van entregar els premis.

## Jurat oficial
- Hermann Schwerin[13]
- José Luis Dibildos
- César Fernández Ardavín
- Gordon Gow
- Giovanni Grazzini
- Robert Hossein
- Joan Munsó i Cabús

## Retrospectives
Les retrospectives d'aquesta edició foren dedicades a Florián Rey, l'actriu sueca Greta Garbo i a "El mundo del dibujo animado.

## Selecció oficial
Les pel·lícules de la selecció oficial de 1962 foren:
- Nit de malson de Basil Dearden
- Cape Fear de J. Lee Thompson
- Finden Sie, daß Constanze sich richtig verhält? de Tom Pevsner
- Die Parallelstrasse de Ferdinand Khittl
- Hombre de la esquina rosada de René Mugica
- El sol en el espejo d'Antonio Román
- L'isola di Arturo de Damiano Damiani
- La Dénonciation de Jacques Doniol-Valcroze
- La fusilación de Catrano Catrani
- Le Soleil dans l'œil de Jacques Bourdon
- Pueblito d'Emilio Fernández Romo
- Senilità de Mauro Bolognini
- El miracle d'Anna Sullivan d'Arthur Penn
- El millor amant del món de John Guillermin

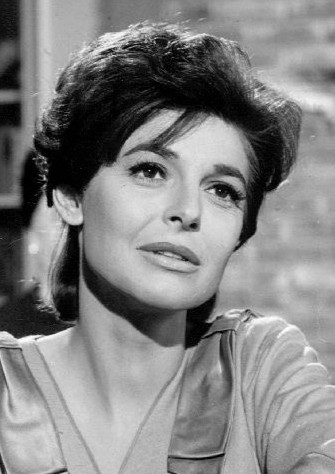
Anne Bancroft

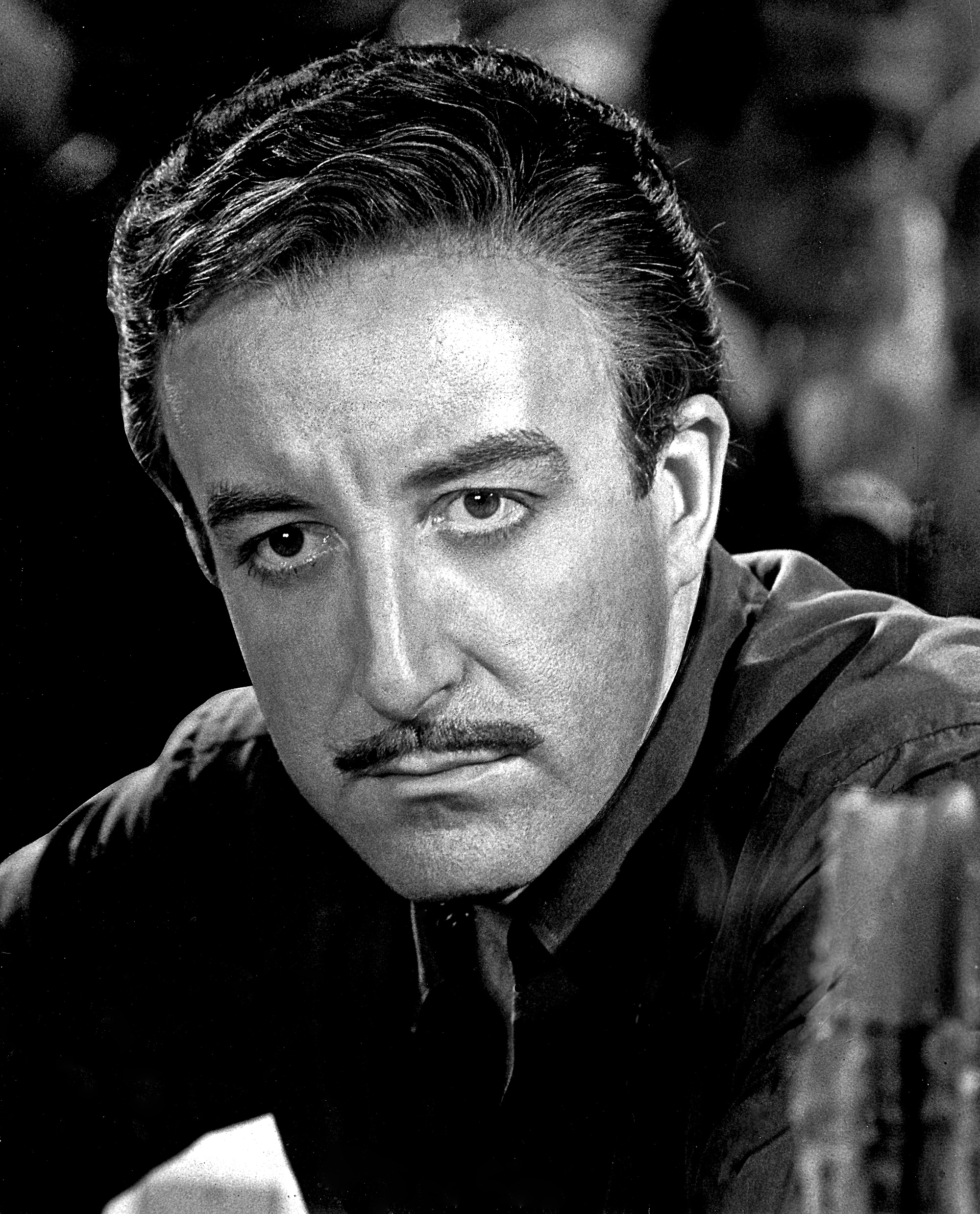
Peter Sellers

## Palmarès
Els premis atorgats aquell any foren:
- Conquilla d'Or a la millor pel·lícula L'isola di Arturo, de Damiano Damiani
- Conquilla d'Or (curtmetratge): (ex aequo) Lección de arte, d'Antonio Mercero . Menció especial: "Düsseldorf", de Herbert Vesely  "Lequel des deux y arrivera?", de Judit Vas
- Conquilla de Plata al millor director: La Dénonciation, de Jacques Doniol-Valcroze
- Premi Sant Sebastià a la Millor Direcció: Mauro Bolognini, per Senilità
- Premi Sant Sebastià d'interpretació femenina: Anne Bancroft, per El miracle d'Anna Sullivan, d'Arthur Penn
- Premi Sant Sebastià d'interpretació masculina: Peter Sellers, per El millor amant del món, de John Guillermin
- Premi Perla del Cantàbric al millor llargmetratge de parla hispana: Pueblito, d'Emilio Fernández
- Premi Perla del Cantàbric al millor curtmetratge de parla hispana: Lección de Arte, d'Antonio Mercero